# Esla

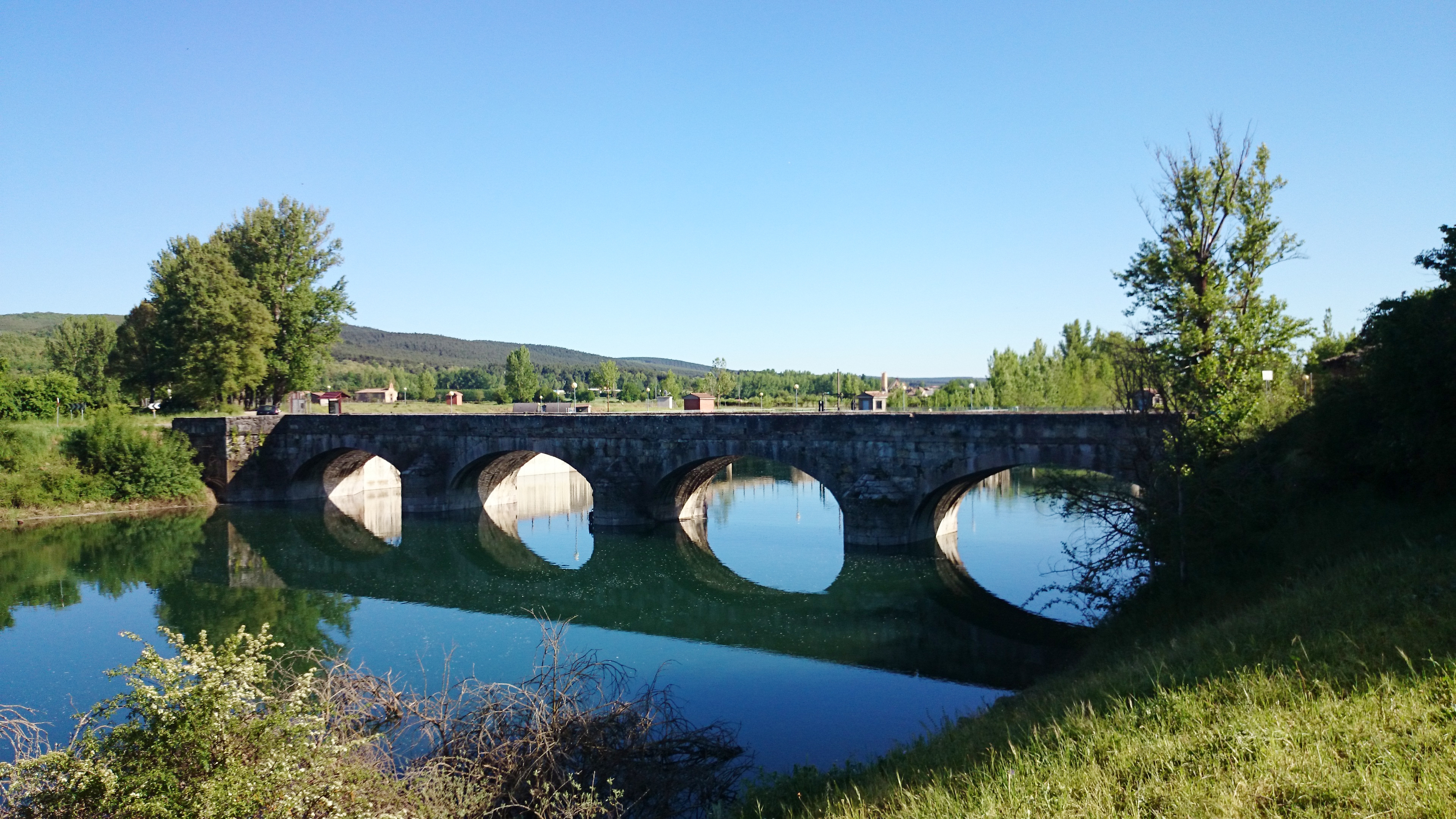
Pont de Mercadillo sobre l'Esla a Cistierna.

L'Esla és un riu de la província de Lleó, en el nord-oest d'Espanya. És un afluent del Duero, neix a la Serralada Cantàbrica i té 285 km de recorregut, creuant de nord a sud les províncies de Lleó i Zamora. És l'afluent més cabalós del Duero, de manera que quan desemboca en aquest, duu més cabal que el mateix Duero (d'aquí la tradicional dita "l'Esla duu l'aigua i el Duero la fama"). Sobre l'aiguaneix de l'Esla es diu que es troba al port de San Glorio, a Pandetrave i Arcenorio. Altres diuen que neix en el Port de Tarna, en la vall de Burón.
Aquest riu era l'Astura dels romans, del qual els antics asturs van prendre el nom (els asturs, ancestres dels asturians i lleonesos d'avui en dia, poblaven ambdós costats de la Serralada Cantàbrica).
Els seus principals afluents són: 
- El Bernesga
- El Cea
- L'Órbigo
- El Porma
- El Tera
- L'Aliste